# 6986 Asamayama
6986 Asamayama (1994 WE) là một tiểu hành tinh vành đai chính được phát hiện ngày 24 tháng 11 năm 1994 bởi T. Kobayashi ở Oizumi.